# Raúl Carlos Maícas
Raúl Carlos Maícas Pallarés (Teruel, 21 de enero de 1962) es un escritor y periodista español. Fundó a los 21 años la revista cultural Turia, de la que es director, habiendo compartido la dirección en el período 1990-2008 con la escritora Ana María Navales. Esta publicación fue denominada por la crítica como la «Revista de Occidente» aragonesa y, en 2002 fue galardonada con el «Premio Nacional de Fomento de la Lectura» otorgado por el Ministerio de Educación, Cultura y Deporte de España.
Es licenciado en Filología Francesa; trabajó para diversas publicaciones aragonesas como El Día, Heraldo de Aragón, Andalán y Lucha; fue jefe del gabinete de prensa de la Diputación Provincial de Teruel desde 1983. 

## Libros
- Días sin huella, 1998.
- La marea del tiempo, 2007.
- La nieves sobre el agua, 2019.